# Fiber art

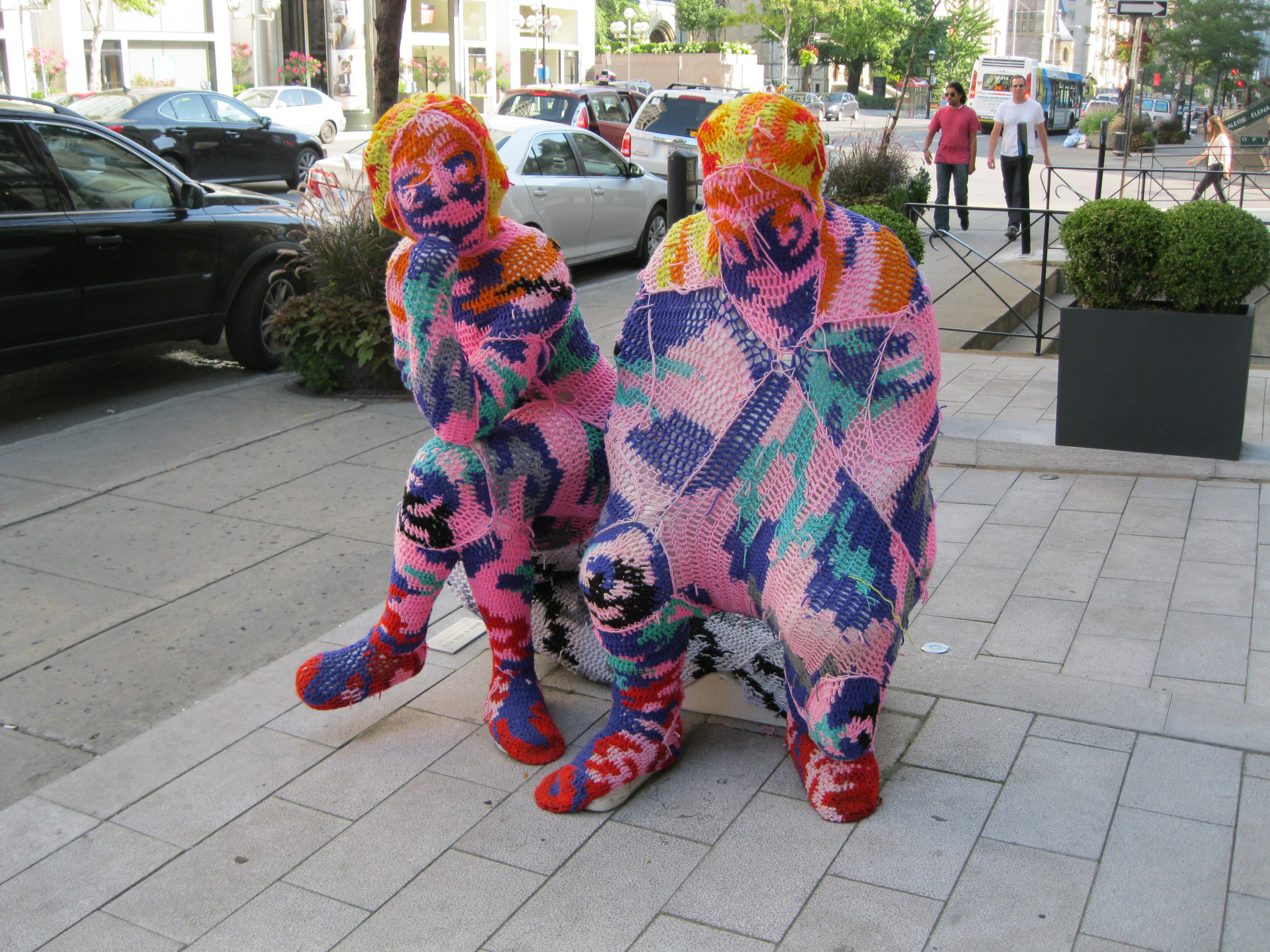
Yarn bombing ad opera di Olek

La fiber art è una corrente artistica nata nel Novecento i cui esponenti sfruttano fibre tessili, tessuti o filati. Le opere di fiber art privilegiano l’aspetto artistico e decorativo rispetto a quello pratico, e il loro significato risiede nei materiali stessi e nel lavoro manuale dell’artista che le ha create.

## Storia
Il termine fiber art venne coniato da curatori e storici dell’arte per descrivere le creazioni degli artisti-artigiani emersi dopo la seconda guerra mondiale, periodo in cui accrebbe la produzione di "tessuti artistici". Durante gli anni cinquanta, gli artisti che si servivano di fibre tessili, argilla, e, più in generale, di materiali tipici dell’artigianato a scopo non funzionale iniziarono a ottenere maggiori riscontri.
Durante gli anni sessanta e settanta, avvenne una rivoluzione nell’ambito della fiber art. Infatti, oltre a servirsi della pratica della tessitura, i suoi esponenti iniziarono a sfruttare altre tecniche fino a quel momento inedite come l’annodatura, l’attorcigliamento, l’intreccio, l’arrotolamento, la pieghettatura, e la legatura, delle fibre di tessuto. Inoltre, gli artisti della corrente iniziarono a creare opere che potevano essere appese e che potevano costituire delle vere e proprie installazioni di "due o tre dimensioni, piatte o volumetriche, alte o in miniatura, non oggettive o figurative, e rappresentative o di fantasia". A conferma della notorietà raggiunta dalla fiber art, vi fu la nascita del 62 Group of Textile Artists, una cooperativa composta da artisti britannici attiva a partire dagli anni sessanta. Secondo alcuni, il movimento femminista contribuì alla fortuna della fiber art: dal momento che le donne si erano sentite fino a quel momento relegate alla sfera domestica e alla tessitura, i moti femministi dell’epoca vennero considerati dalle artiste l’occasione ideale per riutilizzare le fibre tessili a fine creativo ed esprimere dissenso verso la condizione di lavoro femminile. Molti di quelli che sono considerati i nomi di punta della fiber art sono donne.
A partire dagli anni ottanta, le creazioni della fiber art divennero sempre più concettuali e postmoderne. In tale fase, gli artisti del movimento iniziarono a sperimentare l’uso di nuove tecniche e materiali, così come a focalizzarsi su tele che “affrontano questioni culturali come: il femminismo di genere; la domesticità e i compiti ripetitivi legati al lavoro delle donne; la politica; le scienze comportamentali; determinati concetti sulla morbidezza dei materiali, la loro permeabilità, la drappeggiabilità della fibra, e così via."

## Fiber art in italia
In Italia, uno dei principali precursori della Fiber Art è stato Fortunato Depero, pittore, scultore, designer e figura di spicco del futurismo di seconda generazione. Negli anni ’30, Depero, insieme alla moglie, realizzava arazzi e grandi sculture intrecciate, tessendo personalmente i supporti necessari.
Successivamente, artisti come Sandro Visca hanno esplorato le potenzialità espressive della fibra, contribuendo alla diffusione della corrente attraverso sperimentazioni su materiali e forme. Tra le sue opere più significative si annovera l'arazzo cucito In Itinere (1998-1999), lungo 34 metri e alto 50 centimetri, realizzato assemblando diverse stoffe e materiali. Inoltre, Visca ha creato le Pupazze, figure in stoffa ispirate alle bambole di pezza della sua infanzia, che rappresentano un profondo legame con le tradizioni popolari e l'artigianato tessile.
Accanto a lui, altri artisti hanno lasciato un segno nella Fiber Art italiana, tra cui Enrico Accatino, noto per i suoi arazzi, Simona Paladino, con le sue stratigrafie, e Paola Besana, le cui astrazioni in lana e metallo hanno arricchito il panorama artistico. Con loro, sono intervenuti artisti importanti come Lydia Predominato e Mimmo Totaro.